# Yves Daccord

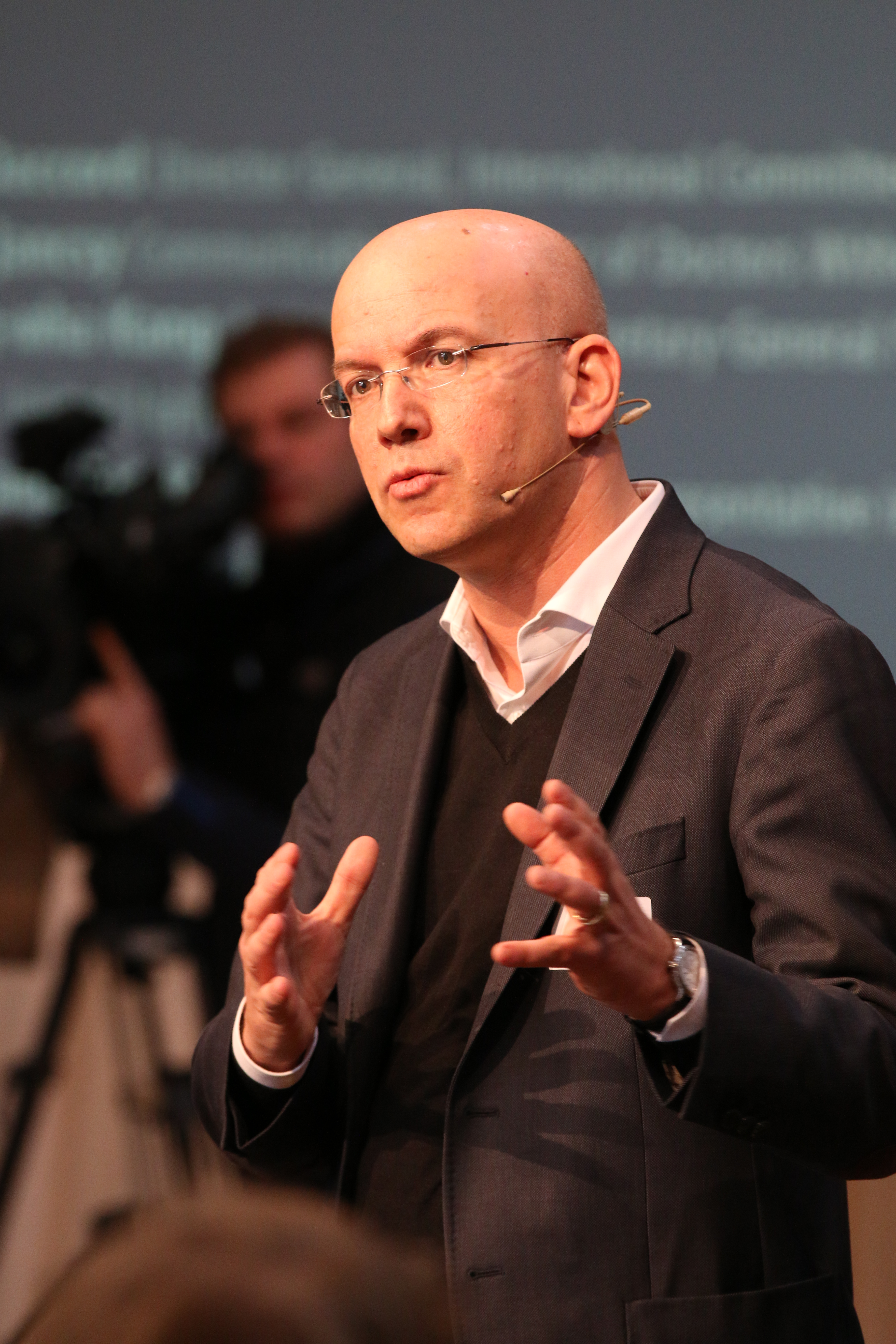
Yves Daccord (2015)

Yves Daccord (* 1964 in Zürich) ist ein Schweizer Journalist und Fernsehproduzent. Er war von 2010 bis 2020 Generaldirektor des Internationalen Komitees vom Roten Kreuz (IKRK).

## Leben
Yves Daccord schloss im Jahr 1986 an der Universität Genf ein Bachelorstudium in Politikwissenschaften ab. In den Jahren 1987 bis 1992 war er als Journalist und Produzent beim Schweizer Fernsehsender Télévision Suisse Romande tätig.
Seit 1992 ist er beim Internationalen Komitee vom Roten Kreuz beschäftigt und war in leitenden Positionen in Israel, Jemen, Kenia, Sudan, Georgien und Tschetschenien tätig. 1997 kehrte er nach Genf zurück und wurde Leiter der Abteilung für Humanitäres Völkerrecht. 1998 wurde er Leiter der Abteilung für Kommunikation, deren Leitung er im Jahr 2002 als Direktor übernahm. Mit 1. Juli 2010 wurde er zum Generaldirektor ernannt.
Weiters ist er im Vorstand des Internationalen Rotkreuz- und Rothalbmondmuseums.
Daccord ist verheiratet und hat drei Kinder.